# Magdallan
Magdallan, poslije zvan Magdalen, američka kršćanska metal supergrupa. Pokrenuta je 1990. godine kao studijski projekt i suradnja između Kena Tamplina i Lannyja Cordole. Sastav je djelovao od 1990. do 1995., objavio dva albuma i jedan EP i potpisao je ugovore s Intense Records om i potom s Essential Recordsom.

## Povijest
Izvorna postava bila je: Ken Tamplin, Lanny Cordola, Brian Bromberg i Ken Mary. Lenny Cordola je vodio sastav. Nakon prva albuma Ken Tamplin je otišao a Phillip Bardowell je preuzeo vokalističke obveze. Basist Chuck Wright poslije je zamijenio Bromberga za Magdalenova izdanja. Ken Tamplin je odlučio da je dovoljan jedan album s Magdallanom te je pošao u samostalnu karijeru. Po njegovu odlasku sastav je promijenio ime iz Magdallan u Magdalen.
Magdallanova postava bila je takva da ju se referiralo kao supergrupu. Ken Tamplin bio je dobro poznat po radu u sastavu Shoutu. Lanny Cordola, Chuck Wright i Ken Mary bili su prije dobro poznati kao članovi sastava House of Lords.

### Big Bang
Prvo izdanje sastava Big Bang, poznato je kao jedno od najskupljih produkcija nekog kršćanskog albuma dotad. Prijavljeni proračun bio je 250.000 dolara, i album je pretrpio kritike zbog prekoproduciranosti. Bez obzira na to, Big Bang je nominiran za nagradu Dove za najbolji metal/hard rock album 1992. godine, ali ju nije osvojio.

### Odlazak Kena Tamplina
Nakon prvog Magdallanovog objavljenog albuma Tamplin je otišao, komentiravši da je osjetio potrebu na novim početkom nakon što je doznao da je Intense Records planirao ostaviti postrance album Big Bang nakon dvije godine teška Magdallanova rada. Nakon Tamplinova odlaska, studijski projekt Magdallan prerastao je u cjelovit sastav pa je ime promijenjeno iz Magdallan u Magdalen.

### Promjena imena
Nakon što je Ken Tamplin otišao iz sastava, ime je promijenjeno u Magdalen za drugi album Revolution Mind i za EP The Dirt EP.  Godine 1999. objavljen je kompilacijski album End of the Age pod starim imenom. Važnost promjene imena je signifikacija razlike između studijskog projekta (Magdallan) i sastava (Magdalen) koji je nastavio djelovati nakon Tamplinova odlaska.

### Chaos Is The Poetry
U Magdallanov opus uvrštavaju i Chaos Is The Poetry, jer je većina članova Magdalenova.
Pod imenom Chaos is the Poetry svirali su Lanny Cordola, Phillip Bardowell i Chuck Wright, trojac iz Magdalena. Pridružio im se bubnjar Gregg Bissonette, a pojavljuju se i Griffin i Guerrero, te na saksofonu Chris Bleth. Mnogo je glazbenih stilova na istoimenom albumu, a najbolji opis je progresivni rock s alternativom. Jedino je izdanje sastava pod ovim imenom i objavili su ga pod etiketom Alarma Recordsa.

## Diskografija

### Magdallan
- Big Bang, studijski album, (1992.) Intense Records
- End of the Age (kompilacija; 1999.) KMG Records

### Magdalen
- Revolution Mind, studijski album, (1993.) Essential Records
- The Dirt, studijski album, (1995.) Intense Records

### Chaos Is The Poetry
- Chaos Is The Poetry,, studijski album, Alarma, 1996.

## Vanjske poveznice
- Discogs Magdallan
- Discogs Magdalen
- Discogs Chaos Is The Poetry
- Magdallan na MusicBrainzu
- Christian Hard Music Magdalen or Magdallen